# الایا کلی
الایا کلی (انگلیسی: Elijah Kelley؛ زادهٔ ۱ اوت ۱۹۸۶) یک هنرپیشه اهل ایالات متحده آمریکا است. وی از سال ۱۹۹۸ میلادی تاکنون مشغول فعالیت بوده‌است.
از فیلم‌ها یا برنامه‌های تلویزیونی که وی در آن نقش داشته است می‌توان به اسپری‌مو، دم‌قرمزها و همچنین پیشخدمت اشاره کرد.